# 丙酸铯
丙酸铯是铯的丙酸盐，化学式为C2H5COOCs。它可由碳酸铯和丙酸反应后蒸发、干燥、结晶得到。它可用于有机合成，如环氧化物的开环及构型翻转。它也能用于丙酸复盐（配盐）的制备。